# Siegmund Natzler
Siegmund Natzler (geb. als Simon Natzler, 7. September 1862 in Wien; gest. 12. August 1913 ebenda) war ein österreichischer Operettensänger (Bariton), Schauspieler, Regisseur und Theaterdirektor.

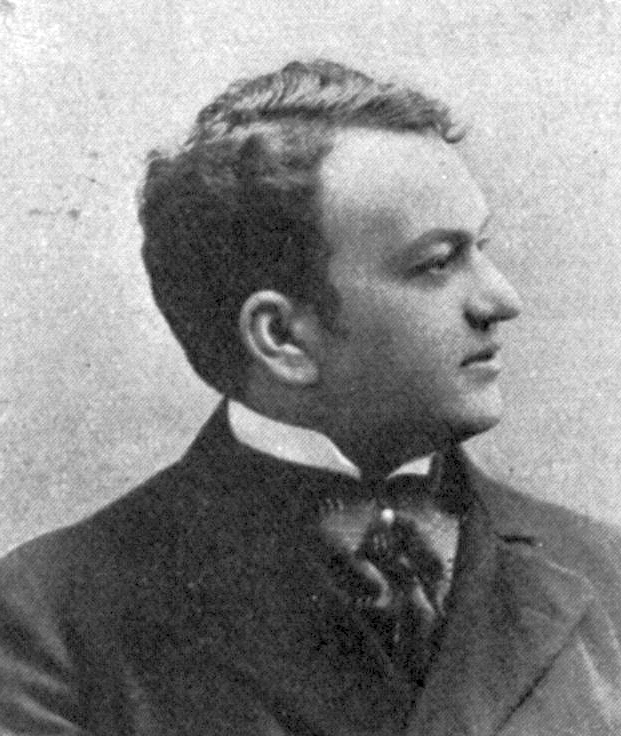
Siegmund Natzler

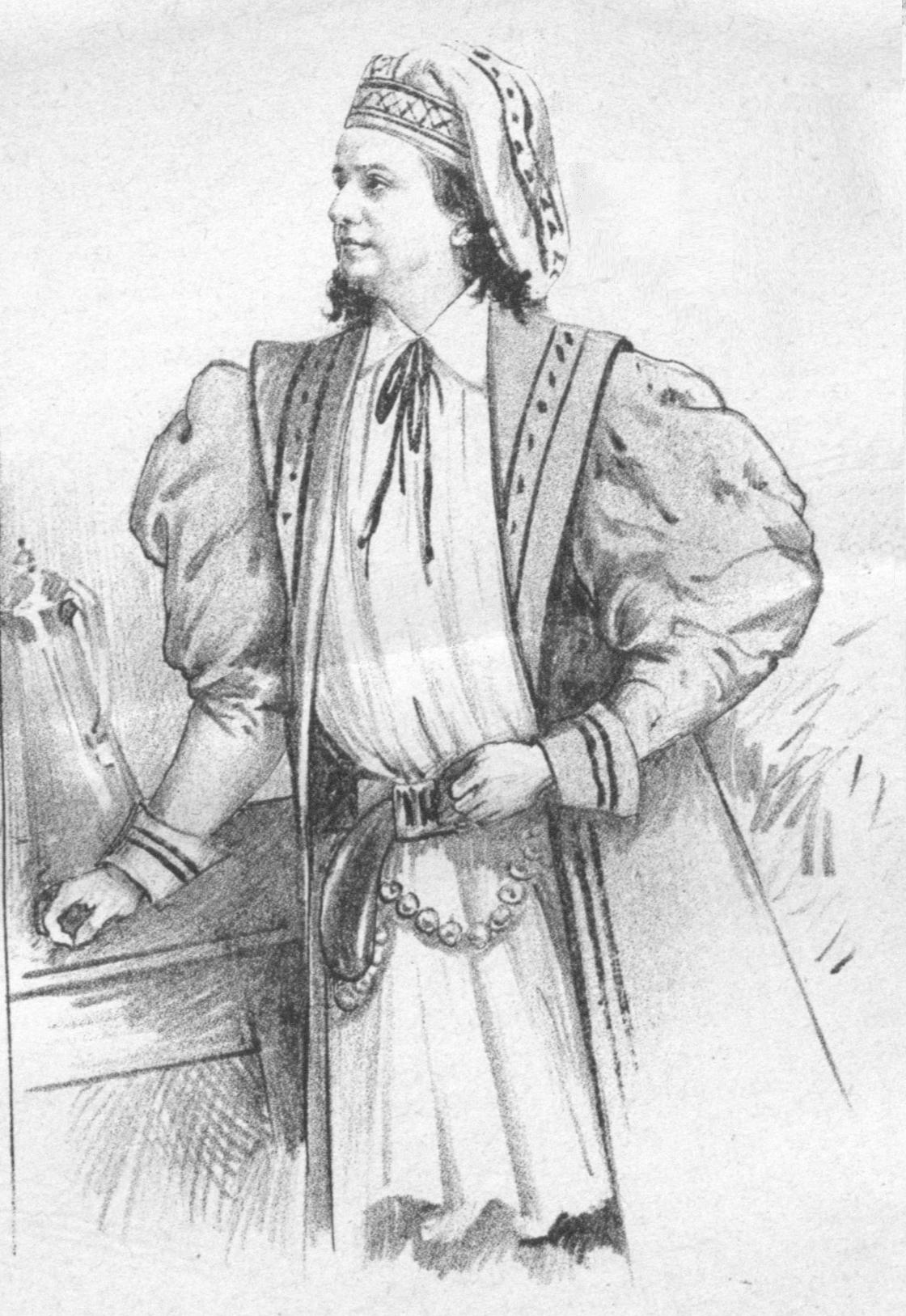
Zeichnung von Jan Vilímek (1895)

## Leben
Siegmund Natzler, Sohn des Schneidermeisters Ignaz Natzler und seiner Frau Josepha geb. Funk, arbeitete zunächst als Buchhalter und Korrespondent in einem Großhandelshaus in Wien, ergriff dann aber den Schauspielerberuf. 1883 debütierte er am Grey-Theater in Wien. Er hatte anschließend Engagements in Znaim, Laibach, Bad Ischl, Troppau, Graz und in Augsburg. Ab der Spielzeit 1889/90 war er bis 1893 als jugendlicher Gesangskomiker am Stadttheater Brünn engagiert. 1894 wurde er von Theaterdirektor Karl Blasel an das Carl-Theater in Wien geholt, wo er bis 1900, vor allem in komischen Operettenpartien, viel Beifall fand. Von 1902 bis 1906 wirkte er als Schauspieler – vor allem in Operetten und Gesangspossen beschäftigt – und Oberregisseur am Theater an der Wien. Er wirkte in mehreren Uraufführungen von Operetten von Franz Lehár und Edmund Eysler mit u. a. im Oktober 1902 in Lehárs Operette Der Fremdenführer und im Februar 1903 in Eyslers Operette Bruder Straubinger. In der legendären Uraufführung von Lehárs Operette Die lustige Witwe sang er am 30. Dezember 1905 am Theater an der Wien die Rolle des pontevidrinischen Gesandten, Baron Mirko Zeta. Als Regisseur betreute er am Theater an der Wien eine große Anzahl wichtiger Operetteninszenierungen dieser Jahre, wie Lehárs Wiener Frauen im Jahr 1904.
Natzlers Repertoire umfasste Operetten, Wiener Possen, komische Sprechstücke, aber auch das klassische Schauspiel. Er trat in Operetten von Jacques Offenbach (General Bum-Bum in Die Großherzogin von Gerolstein), Johann Strauß (Kammerdiener Josef in Wiener Blut), Carl Millöcker, Richard Genée (Muno in Der Seekadett) und in Werken zahlreicher weiterer Komponisten des sog. „Silbernen Zeitalters der Wiener Operette“ auf.
1906 gründete er gemeinsam mit seinem Bruder Leopold Natzler das Kabarett Die Hölle.
Siegmund Natzler war seit 15. Juni 1889 in erster Ehe mit der Schauspielerin Ernestine Wolf verheiratet. Die Ehe blieb kinderlos und wurde am 9. September 1904 für aufgelöst erklärt. Am 28. März 1905 heiratete er im Tempel in der Turnergasse in Wien-Fünfhaus die aus Schaffa in Mähren stammende Schauspielerin Ida Herzog. Aus dieser Ehe stammten zwei Söhne, die Schauspieler Ernst Ignaz Natzler und Alfred Natzler (Künstlername: Reggie Nalder).